# Араканці

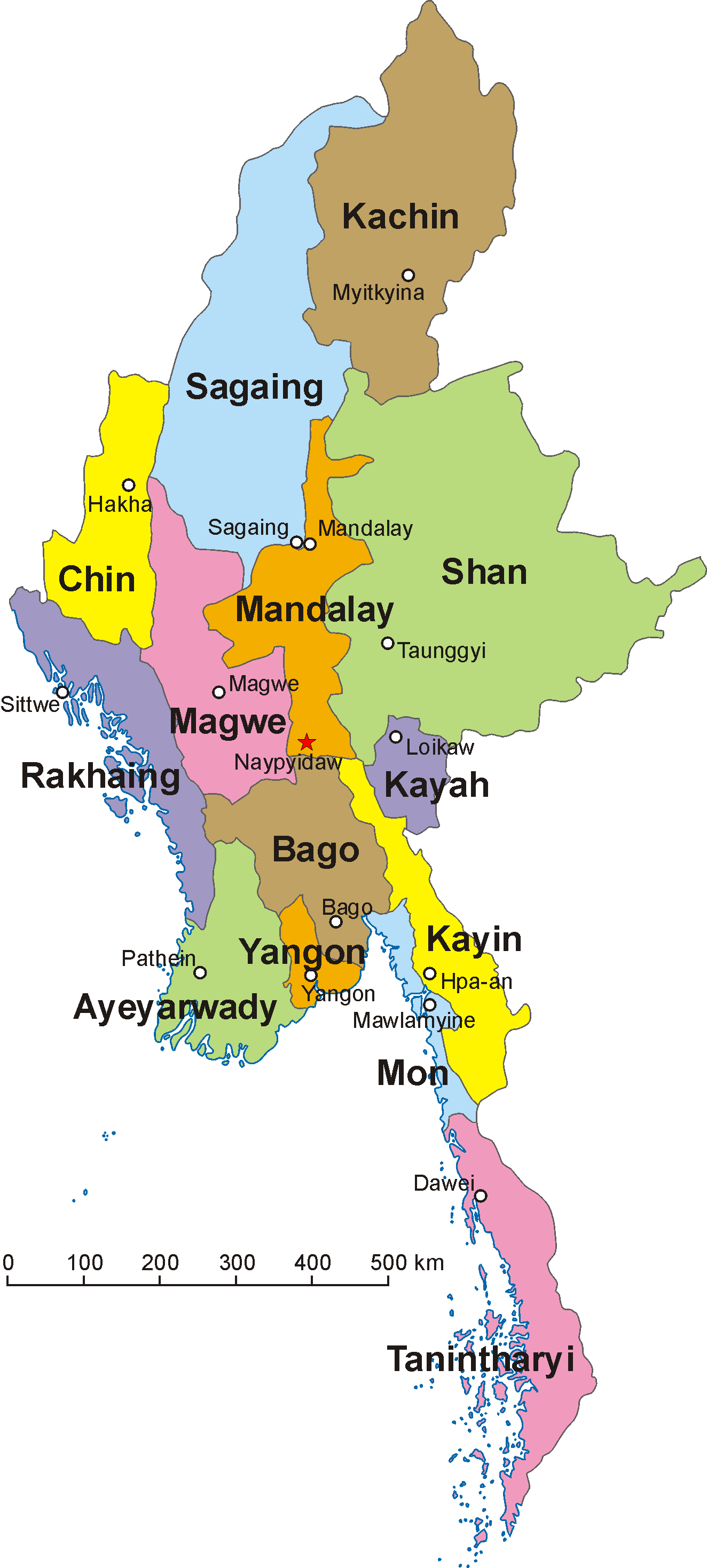
М'янма

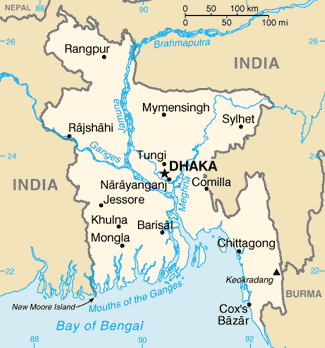
Карта Бангладеш

Араканці (точніше — Канран) — етнографічна група бірманців, що проживають на території від Саканмо до кордонів М'янми з Бангладеш.

## Чисельність населення і релігія
Чисельність населення за даними на 1958 рік — більше 200 тис. чол. Араканці говорять араканською мовою, яку деякі вважають діалектом бірманської мови.

## Релігія
Релігія араканців — буддизм Тхеравади.

## Тип сім'ї та шлюбу
Як і у бірманців, сім'я моногамна. Шлюб патрилокальний, спадкування патрилінійне. Становище жінки відносно вільне. Іноді добробут сім'ї залежить від прибутковості жіночих занять, городництва, ткацтва, дрібної торгівлі.

## Розселення
Араканці вважаються першою хвилею бірманців, що спустилися з Саканмо по Чіндвіну задовго до нашої ери. Уже в V столітті до н. е., переваливши за Араканський хребет, вони заснували царство Сандуе (м Акьяб). Тривале роз'єднання з власне бірманцями сприяло збереженню в араканців ряду особливостей їх побуту.